# Elsa Zylberstein
Elsa Zylberstein (Parigi, 16 ottobre 1968) è un'attrice francese.

## Biografia
Di padre russo di origine ebraica, Albert Zylberstein, di professione medico, e di madre francese, Lilian Chenard, estetista per Dior, ha un fratello di nome Benjamin. Debutta come attrice nel 1989 ed il suo ruolo di maggior rilievo è quello di Lea in Ti amerò sempre (2008), in cui recita accanto a Kristin Scott Thomas. Per tale ruolo si è aggiudicata un Premio César per la migliore attrice non protagonista nel 2009.

## Filmografia parziale

### Cinema
- Van Gogh, regia di Maurice Pialat (1991)
- Farinelli - Voce regina (Farinelli), regia di Gérard Corbiau (1994)
- Jefferson in Paris, regia di James Ivory (1995)
- Metroland, regia di Philip Saville (1997)
- L'homme est une femme comme les autres, regia di Jean-Jacques Zilbermann (1998)
- Lautrec, regia di Roger Planchon (1998)
- Il tempo ritrovato (Le Temps retrouvé), regia di Raúl Ruiz (1999)
- I colori dell'anima (Modigliani), regia di Mick Davis (2004)
- L'eletto (Le Concile de pierre), regia di Guillaume Nicloux (2006)
- Ti amerò sempre (Il y a longtemps que je t'aime), regia di Philippe Claudel (2008)
- Nuit de chien, regia di Werner Schroeter (2008)
- Se sposti un posto a tavola (Plan de table), regia di Christelle Raynal (2012)
- Gemma Bovery, regia di Anne Fontaine (2014)
- Uno più una (Un + une), regia di Claude Lelouch (2015)
- Un sacchetto di biglie (Un sac de billes), regia di Christian Duguay (2017)
- Benvenuti a casa mia (À bras ouverts), regia di Philippe de Chauveron (2017)
- Tutti in piedi (Tout le monde debout), regia di Franck Dubosc (2018)
- Sotto sequestro (Bel Canto), regia di Paul Weitz (2018)
- La Vertu des impondérables, regia di Claude Lelouch (2019)
- Aspettando Anya (Waiting for Anya), regia di Ben Cookson (2020)
- Simone, le voyage du siècle, regia di Olivier Dahan (2021)
- Bigbug, regia di Jean-Pierre Jeunet (2022)
- Club Zero, regia di Jessica Hausner (2023)
- Un colpo di fortuna - Coup de chance (Coup de Chance), regia di Woody Allen (2023)
- Finalement - Storia di una tromba che si innamora di un pianoforte (Finalement), regia di Claude Lelouch (2024)

### Televisione
- Murder Party (Petits meurtres en famille) – miniserie TV, 4 puntate (2006)
- Il paradiso delle signore - soap opera, puntata 5x35 (2020)

## Doppiatrici italiane
Nelle versioni in italiano delle opere in cui ha recitato è stata doppiata da:
- Emanuela D'Amico ne I colori dell'anima, Finalement - Storia di una tromba che si innamora di un pianoforte